# Dietrich Birk

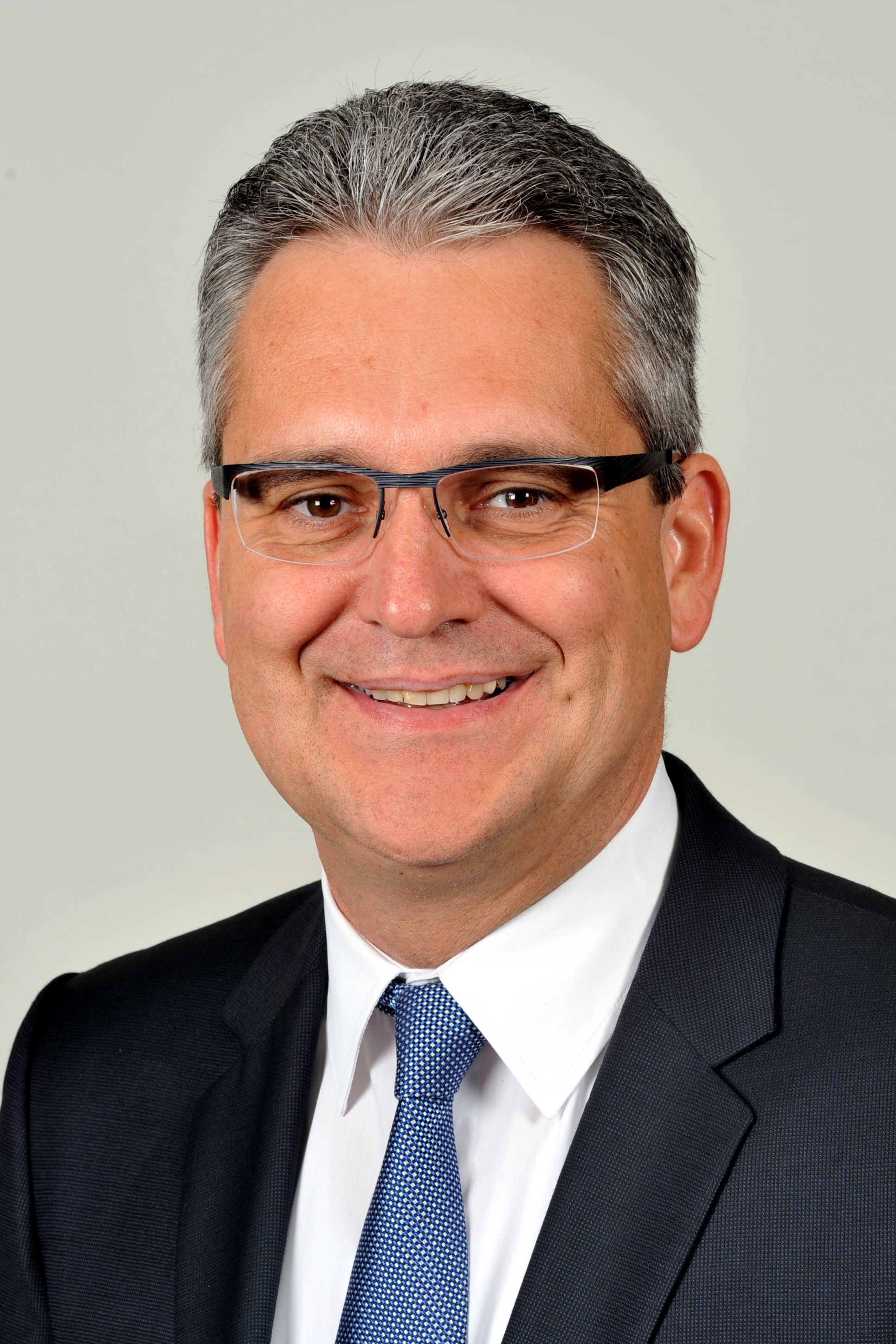
Dietrich Birk 2013

Dietrich Birk (* 2. März 1967 in Göppingen) ist ein Geschäftsführer im Maschinen- und Anlagenbau, Unternehmensberater und ehemaliger  Politiker der CDU, Politischer Staatssekretär a. D. und ehemaliges Mitglied des Landtags von Baden-Württemberg. Seit 2014 ist er Geschäftsführer des Verbandes Deutscher Maschinen- und Anlagenbau (VDMA) in Baden-Württemberg und vertritt ca. 800 Mitgliedsunternehmen in Baden-Württemberg. Beim VDMA-Landesverband ist auch die Allianz Industrie 4.0 Baden-Württemberg, ein Wissens- und Transfer-Netzwerk zur Digitalisierung des industriellen Mittelstandes in Richtung Industrie 4.0, angesiedelt.

## Leben, Ausbildung und Beruf
Seine Schulausbildung beendete Birk 1986 mit dem Abitur am Mörike-Gymnasium in Göppingen. Nach dem Wehrdienst studierte er Betriebswirtschaftslehre in Tübingen. Das Studium schloss er 1992 mit der Diplomprüfung ab. 1999 wurde er zum Doktor der Wirtschafts- und Sozialwissenschaften an der Universität Tübingen promoviert. Von 1992 bis 1994 war er Assistent eines Bundestagsabgeordneten. 1995 bis 2000 arbeitete er als Marketing- und Senior-Produktmanager in der Telekommunikationswirtschaft. Von 2001 bis 2005 war er Konzernbevollmächtigter in der Energiewirtschaft. 2006 bis 2011 war Birk politischer Staatssekretär der Landesregierung von Baden-Württemberg im Ministerium für Wissenschaft, Forschung und Kunst. Von 2011 bis 2014 war er selbstständiger Unternehmensberater und Senior Advisor bei Horvath & Partners Management Consultants. Von 1996 bis 2013 war Birk direkt gewählter Landtagsabgeordneter für den Wahlkreis 10 – Göppingen.
Birk ist verheiratet und hat zwei Kinder.

## Politische Tätigkeit
1982 trat Dietrich Birk in die Junge Union ein, 1986 in die CDU im Kreis Göppingen. Von 1990 bis 1994 war er Kreisvorsitzender der Jungen Union in Göppingen, von 1994 bis 1999 Bezirksvorsitzender der Jungen Union Nordwürttemberg sowie Mitglied im Landesvorstand der Jungen Union Baden-Württemberg. Derzeit ist Dietrich Birk stellvertretender Vorsitzender des CDU-Bezirksverbands Nordwürttemberg.
Bei den Kommunalwahlen 1994, 1999 und 2004 wurde Dietrich Birk als Mitglied der Regionalversammlung des Verbandes Region Stuttgart gewählt. Dort bekleidete er bis 2006 die Funktion des Arbeitskreisvorsitzenden und Sprechers der CDU im Ausschuss für Wirtschaft, Infrastruktur und Verwaltung.
2005/2006 war er CDU-Landesgeschäftsführer in Baden-Württemberg und hatte schwerpunktmäßig den Landtagswahlkampf 2006 vorbereitet und organisiert. Die CDU erzielte in Baden-Württemberg unter dem damaligen Ministerpräsidenten Günther Oettinger 44,2 Prozent der abgegebenen gültigen Stimmen.
Am 23. Juli 2013 kündigte Birk an, sein Mandat als Landtagsabgeordneter zum 31. Dezember niederzulegen, da er ab dem 1. Januar 2014 zum Geschäftsführer des Landesverbandes Baden-Württemberg des Verbandes Deutscher Maschinen- und Anlagenbau bestellt worden sei.
Seine Nachfolgerin wurde die Zweitkandidatin im Landtagswahlkreis Göppingen Jutta Schiller.

## Abgeordneter
1996 wurde Dietrich Birk mit 29 Jahren als damals jüngster Abgeordneter der CDU-Landtagsfraktion für den Wahlkreis 10 Göppingen gewählt. Bei den Landtagswahlen 2001 und 2006 wurde er ebenfalls direkt gewählt. Von 1998 bis 2006 war er Mitglied im Fraktionsvorstand, von 2001 bis 2006 wirtschaftspolitischer Sprecher der CDU-Landtagsfraktion. Über das erneut gewonnene Direktmandat im Landkreis Göppingen zog Birk am 27. März 2011 wiederum in den baden-württembergischen Landtag ein. Von 2011 bis 2013 war er wissenschafts- und forschungspolitischer Sprecher und Mitglied im Fraktionsvorstand der CDU-Landtagsfraktion.

## Staatssekretär
Von 2006 bis 2011 war Dietrich Birk als politischer Staatssekretär im Ministerium für Wissenschaft, Forschung und Kunst in die Landesregierung von Baden-Württemberg berufen. Er war dort im Bereich der Wissenschafts- und Hochschulpolitik zuständig für die Duale Hochschule Baden-Württemberg, die Hochschulen für angewandte Wissenschaften sowie die Kunsthochschulen und beschäftigte sich mit der anwendungsorientierten Forschung sowie dem Technologietransfer an der Schnittstelle zwischen Wissenschaft und Wirtschaft. Besondere  Wegmarken setzte er mit dem Gesetz zur Umwandlung der Berufsakademien in die Duale Hochschule Baden-Württemberg sowie bei der Erstellung der Hochschulausbauprogramms 2012. Im Bereich der Kunstpolitik setzte er sich für die Gründung der Akademie für darstellende Künste (ADK) in Ludwigsburg und die Weiterentwicklung der Filmakademie Baden-Württemberg ein. Unter seiner Federführung entstand die Kunstkonzeption „Kultur 2020“ des Landes Baden-Württemberg.

## Sonstige Funktionen und Mitgliedschaften
Birk war ehrenamtlich Vorsitzender des Gründungsaufsichtsrats der Dualen Hochschule Baden-Württemberg (DHBW), Mitglied im Gründungsaufsichtsrat des Karlsruher Instituts für Technologie (KIT), Mitglied des Aufsichtsrats des Zentrums für Europäische Wirtschaftsforschung gGmbH (ZEW) Mannheim, stellvertretender Vorsitzender des Aufsichtsrats von Baden-Württemberg International, Vorsitzender des Aufsichtsrats der Akademie für Darstellende Kunst Baden-Württemberg GmbH (ADK), stellvertretender Vorsitzender des Aufsichtsrats der Filmakademie Baden-Württemberg GmbH sowie diverser Kuratorien im Kultur- und Kunstbereich. Darüber hinaus ist er aktives Mitglied der Freiwilligen Feuerwehr Göppingen-Jebenhausen.